# Адисонова болест
Адисонова болест (хронична надбъбречна недостатъчност) е рядко ендокринно разстройство, което води до недостиг на определени хормони. Едновременно отпада секрецията на минералкортикоиди, глюкокортикоиди и надбъбречните андрогени. В миналото най-често причина е била туберкулозата. В днешни дни по-често се среща т.нар. идиопатична надбъбречна недостатъчност. При голяма част от болните страдащи от този тип недостатъчност първопричина се отдава на автоимунна компонента.
Адисонова болест е клинично състояние, настъпило в резултат на недостатъчна продукция на хормони от надбъбречните жлези. В 80% от случаите се дължи на автоимунен процес, а в 20% на туберкулоза. Първите симптоми са неспецифични – отпадналост, лесна умора и мускулна слабост. Постепенно кожата потъмнява, наблюдават се пигментации в устната кухина. Налице са стомашно-чревни оплаквания – гадене, повръщане, безапетитие, загуба на тегло. Артериалното налягане е с ниски стойности. Болните имат прилошавания, сърцебиене и виене на свят, при жените – менструални нарушения. Лечението е заместително – с кортизонови препарати. Постепенно довежда до смърт, ако не се вземат мерки на време.